# Valréas
Valréas is een gemeente in het Franse departement Vaucluse (regio Provence-Alpes-Côte d'Azur) en telt 9.732 inwoners (2006). De plaats maakt sinds 1 januari 2017 deel uit van het arrondissement Carpentras. Het deel van de Vaucluse waarin Valréas ligt is een enclave die geheel omringd wordt door het departement Drôme. Het is tevens een exclave van het departement Vaucluse en geeft zijn naam aan het kanton Valréas, wat eeuwenlang de Enclave des papes genoemd werd.

## Geografie
De oppervlakte van Valréas bedraagt 58,1 km², de bevolkingsdichtheid is 162,2 inwoners per km².
De onderstaande kaart toont de ligging van Valréas met de belangrijkste infrastructuur en aangrenzende gemeenten.

## Demografie
Onderstaande figuur toont het verloop van het inwonertal (bron: INSEE-tellingen).

## Geboren in
- Jean-Sifrein Maury (1746-1817), aartsbisschop en kardinaal
- Bruno Chevillon (1959), jazzcontrabassist
- Gaëtan Paquiez (1994), voetballer